# 林聖二
林 聖二（はやし せいじ）は、日本の漫画家。山口県下松市出身。

## 来歴
フリーターをやっていたころに漫画を描き始めた。初めて描いた漫画『おいでませ山口』の原稿を持ち込んだのは24歳から25歳のときで、集英社週刊少年ジャンプ編集部員の村越周が担当編集者になった。
2014年第81回赤塚賞に読切『ヒデ』を投稿し佳作を受賞。2015年、『土俵に咲く薔薇』を『少年ジャンプNEXT!!』2015vol.3に掲載し、デビューを果たす。2016年には『週刊少年ジャンプ』に読切を3回掲載する。2017年 『地球人間テラちゃん』を『少年ジャンプ+』（集英社）2017年5月23日 - 6月27日にかけて7話短期連載する。
連載に向け構想を練っていたとき、担当の村越が山口県をネタにした『おいでませ山口』を褒めてくれたことを思い出し、それを基に全国のご当地ネタを題材とした『ジモトがジャパン』を『週刊少年ジャンプ』2018年42号より連載する。同作は12月22日のジャンプフェスタ2019イベントにて、連載開始から3ヶ月、単行本1巻発売前という異例の早さでテレビアニメ化が発表された。

## 人物
顔は未公表。ジャンプ巻末用に自画像アイコンがある。
学生時代の成績は美術が「4」で他は「3」だった。また、お笑いが好きだったため、ギャグ漫画家になった。

## 作品
| タイトル                                             | 形式 | 掲載誌                                                                          | 備考                           |
| ---------------------------------------------------- | ---- | ------------------------------------------------------------------------------- | ------------------------------ |
| ヒデ                                                 | 読切 | 未掲載                                                                          | 2014年（第81回）赤塚賞         |
| 土俵に咲く薔薇                                       | 読切 | 少年ジャンプNEXT!! 2015vol.3                                                    | デビュー作                     |
| 人間碓氷一臣                                         | 読切 | 週刊少年ジャンプ2016年14号                                                      | 『BLEACH』の代理原稿として掲載 |
| 地球人間テラちゃん                                   | 読切 | 週刊少年ジャンプ2016年51号・52号                                                | 連載版の前身。全2話            |
| 地球人間テラちゃん                                   | 連載 | 少年ジャンプ+ 2017年5月23日 - 6月27日                                           | 短期連載。全7話                |
| おいでませ山口                                       | 読切 | 少年ジャンプ+ 2018年4月23日                                                     | 掲載は執筆の数年後             |
| ジモトがジャパン                                     | 連載 | 週刊少年ジャンプ 2018年42号 - 2019年26号 最強ジャンプ 2019年7月号 - 2020年5月号 |                                |
| 超狙われ体質の俺が捨てシークレットサービスを拾った件 | 読切 | 週刊少年ジャンプ 2022年25号                                                     |                                |
| ゴッドハンド藪                                       | 読切 | 週刊少年ジャンプ 2022年43号                                                     |                                |
| イチゴーキ！操縦中                                   | 連載 | 週刊少年ジャンプ 2022年52号 - 2023年20号                                        |                                |
| ジモトがジャパン 勉タメ編                            | 連載 | 勉タメジャンプ 2024年 vol.1 -                                                   |                                |

「ヒデ」というキャラクターを継続して使っている。ヒデが登場している作品は、ボツネームを含めて10作品ほど。スターシステムであり、キャラ付けは作品ごとに異なっている。全作品というわけではなく、『おいでませ山口』にはヒデ未登場である。

## 担当編集者
1. 村越周 - 初持ち込みから 『ジモトがジャパン』7話まで[2]
2. 石川颯介[2]